# Бета Северной Короны
Бета Северной Короны (β Coronae Borealis, β CrB) — вторая по яркости звезда в созвездии Северной Короны, имеет традиционное имя Нусакан. Несмотря на то, что невооруженным глазом эта звезда видится как одиночная, на самом деле Нусакан, как минимум, двойная звездная система . Звезда находится на расстоянии примерно 114 световых лет от Земли и имеет видимую звездную величину, которая колеблется между значениями 3,65m и 3,72m.
Название второй по яркости звезды Северной Короны, не имеет ничего общего с короной, но относится к звёздам, которые входят в огромное арабское созвездие, называемое «пастбище», которое включает в себя большую часть созвездий Геркулеса и Змееносца. С арабского (ألنسفان an-nasaqan) оно приблизительно переводится как «две линии». Тем не менее, Нусакан прекрасно вписывается в полу-обруч, который образует это небольшое созвездие, лежащее к востоку от созвездия Волопаса.

## Свойства
Обладая небольшой яркостью, всего четвёртой величины (3,68m), Нусакан является одной из самых необычных звёзд, видимых невооруженным глазом. Эта звезда была первой обнаруженной «спектрально-двойной», на основе спектроскопических наблюдений в Ликской обсерватории в 1907 году . Дж. Б. Кэннон опубликовал свои результаты в 1914 году, и определил, что звёзды вращаются друг вокруг друга с периодом 40,9 дня. Более поздние спектроскопические исследования Ф. Дж. Нойбауера, проведённые в той же обсерватории и опубликованные в 1944 году, определили период обращения звёзд в 10,5 года, без каких бы то ни было признаков 41-дневной периодичности. Антуан Лабейри и его коллеги смогли разрешить звёздную пару при помощи спекл-интерферометрии в 1973 году и обнаружили, что две звезды были отдалены друг от друга на расстоянии около 0,25 угловой секунды; эта работа была опубликована в 1974 году, затем эта пара была разрешена визуально. Параметры орбит были впоследствии уточнены с помощью визуальных и спекл-интерферометрических наблюдений, как отдельно, так и в сочетании со спектроскопическими данными. В 1999 году Сёдерйельм определил орбиту с помощью спекл-интерферометрических данных и наблюдений спутника Hipparcos.
Находясь на видимом уловом расстоянии 0,25-0,3 секунды дуги друг от друга, звёзды отдалены в пространстве примерно на 10 а.е. (расстояние между Сатурном и Солнцем). Они вращаются друг вокруг друга с периодом 10,5 года, при этом главная звезда в четыре раза более яркая, чем её компаньон.
Комбинируя звёздную величину и расстояние в 114 световых лет, можно вычислить, что главная звезда в 26 раз ярче Солнца, а более слабая примерно в 7 раз ярче. Гораздо более интересным является спектральный класс Нусакана. Он, как правило, классифицируется как горячий карлик спектрального класса F (F0p), где «р» означает «пекулярный», то есть необычный, или как A9SrEuCr, где SrEuCr указывает на избыточность стронция, европия и хрома. 
Нусакан является классической «химически-пекулярной» звездой, в которой некоторые химические элементы сильно преобладают над другими. Кислорода в её атмосфере крайне мало, в то время как стронция, хрома и европия сильный переизбыток. Все эти химически-пекулярные карлики, — которых существует несколько разновидностей — хотя и имеют «горячие» классы F, A, и B, но элементы, которыми они обогащены, сами не производят. Как и большинство пекулярных звезд, Нусакан медленно вращается, делая один оборот за 18,5 дня, что немного меньше, чем период вращения Солнца (26 дней). Кроме того, в атмосферах звёзд такого класса отсутствует конвекция. В тихой невозмутимой атмосфере атомы некоторых химических элементов опускаются вниз, а другие поднимаются излучением. Нусакан, как и другие пекулярные звёзды (в том числе и яркая Альфа Гончих Псов), также имеет мощные магнитные поля и пятна, в которых сосредоточены различные элементы. При вращении звезды эти пятна входят и выходят из поля зрения и химический состав звезды меняется со временем. Нусакан имеет очень сильное магнитное поле (750,6± 262,7 Гаусс), более чем в 10 000 раз сильное, чем земное и более чем в два раза сильнее магнитных полей солнечных пятен. Особенности спектров подобных звезд затрудняют их классификацию. Температура Нусакана — 8 300 К, что вполне обычно для звезды спектрального класса F. Учитывая светимость и температуру, можно рассчитать, что радиус главной звезды в 2,5 раза больше солнечного, а масса примерно в два раза больше солнечной. Масса спутника, возможно, 1,3 солнечной массы или около того.

## Третий компаньон
В работе 1944 года Нойбауер нашёл небольшие вариации радиальной скорости Бета Северной Короны с периодичностью в 320 дней, что может свидетельствовать о присутствии третьего, более лёгкого компонента в системе. В 1999 году исследования системы на инфракрасном интерферометре с большой базой, выполненные в Паломарской обсерватории не обнаружили никаких доказательств этого, и показали, что если и существует третий спутник с таким периодом, то он должен иметь массу меньше 10 масс Юпитера. Это исследование также показало возможное наличие спутника с более коротким, 21-дневным, сроком обращения, но данных слишком мало, чтобы сделать какое бы то ни было определённое заключение.